# 김경호 (축구인)
김경호(한국 한자: 金景浩, 1961년 10월 17일 ~ )는 대한민국의 전직 축구 선수 출신 축구 감독이다. 현역 시절 포지션은 미드필더였다.

## 클럽 경력
1983년 포항제철 돌핀스에 입단했다. 1983년 9월 20일 열린 할렐루야 축구단과의 경기에서 K리그 데뷔골을 기록했다.

## 국가대표팀 경력
1980년부터 대한민국 U-20 축구 국가대표팀에 선발되었으며 1981년 FIFA 세계 청소년 축구 선수권 대회 최종 명단에 포함되었다.
1983년 3월 6일에 열린 일본 축구 국가대표팀과의 한일 정기전에 출전했으며 이 경기에서 국가대표팀 데뷔골을 기록했다.